# Voila
Voila é uma comuna romena localizada no distrito de Brașov, na região histórica da Transilvânia. A comuna possui uma área de  km² e sua população era de 2996 habitantes segundo o censo de 2004.